# Ituero de Azaba
Ituero de Azaba es un municipio y localidad española de la provincia de Salamanca, en la comunidad autónoma de Castilla y León. Se integra dentro de la comarca de Ciudad Rodrigo y la subcomarca del Campo de Argañán. Pertenece al partido judicial de Ciudad Rodrigo.
Su término municipal está formado por la localidad de Ituero de Azaba y el despoblado de Dueña de Azaba, ocupa una superficie total de 27,46 km² y según el padrón municipal elaborado por el INE en el año 2017, cuenta con una población de 233 habitantes.

## Símbolos

### Escudo
El escudo heráldico que representa al municipio fue aprobado con el siguiente blasón:

«Escudo partido. Primero de sinople, una pila bautismal, de oro, surmontada de una tiara del mismo metal. Segundo, de oro, una encina de sinople, tallada de sable. Al timbre Corona Real cerrada»

### Bandera
El Ayuntamiento no ha adoptado aún una bandera para el municipio.

## Historia
Su existencia se remonta a la repoblación efectuada por los reyes de León en la Edad Media tras la reconquista, quedando integrado en la jurisdicción de Ciudad Rodrigo y denominándose entonces «Fituero». Con la creación de las actuales provincias en 1833, Ituero de Azaba quedó encuadrado en la provincia de Salamanca, que junto con las de León y Zamora, formaba parte de la Región Leonesa.

## Demografía
Ituero de Azaba cuenta con una población de 199 habitantes (INE 2024).
| Gráfica de evolución demográfica de Ituero de Azaba entre 1842 y 2021                                               |
| |
| Población de derecho según los censos de población del INE Población de hecho según los censos de población del INE |

Según el Instituto Nacional de Estadística, Ituero tenía, a 31 de diciembre de 2018, una población total de 224 habitantes, de los cuales 116 eran hombres y 108 mujeres. Respecto al año 2000, el censo refleja 271 habitantes, de los cuales 145 eran hombres y 126 mujeres. Por lo tanto, la pérdida de población en el municipio para el periodo 2000-2018 ha sido de 47 habitantes, un 18 % de descenso. Dentro del término municipal, se halla también la localidad de Dueña de Azaba, despoblada.

## Administración y política

### Gobierno municipal
| Periodo   | Nombre                            | Partido | Partido                                       |
| --------- | --------------------------------- | ------- | --------------------------------------------- |
| 1979-1983 | José Manuel Martín Juan           |         | Unión de Centro Democrático (UCD)             |
| 1983-1987 | Juan Valiente Hernández           |         | Alianza Popular (AP)                          |
| 1987-1991 | Juan Valiente Hernández           |         | Centro Democrático y Social (CDS)             |
| 1991-1999 | Nicolás Galán Sánchez             |         | Partido Popular (PP)                          |
| 1999-2003 | Manuel Gerardo Muriedas Pando     |         | Unidad Regionalista de Castilla y León (URCL) |
| 2003-2007 | Manuel Gerardo Muriedas Pando     |         | Partido Popular (PP)                          |
| 2007-2015 | Benedicto Carballo Gris           |         | Partido Popular (PP)                          |
| 2015-2023 | Francisco Javier Carballo Sánchez |         | Partido Popular (PP)                          |

| Partido político                              | 2019  | 2019  | 2019       | 2015  | 2015  | 2015       | 2011  | 2011  | 2011       | 2007  | 2007  | 2007       | 2003  | 2003  | 2003       |
| Partido político                              | %     | Votos | Concejales | %     | Votos | Concejales | %     | Votos | Concejales | %     | Votos | Concejales | %     | Votos | Concejales |
| Partido Popular (PP)                          | 58,86 | 93    | 4          | 53,99 | 88    | 4          | 56,77 | 109   | 4          | 12,98 | 27    | 1          | 41,89 | 93    | 4          |
| Partido Socialista Obrero Español (PSOE)      | 36,71 | 58    | 1          | 43,56 | 71    | 1          | 40,63 | 78    | 1          | 44,71 | 93    | 3          | 29,73 | 66    | 2          |
| Unidad Regionalista de Castilla y León (URCL) | —     | —     | —          | —     | —     | —          | —     | —     | —          | —     | —     | —          | 17,57 | 39    | 1          |
| Unión del Pueblo Salmantino (UPSa)            | —     | —     | —          | —     | —     | —          | —     | —     | —          | 40,87 | 85    | 3          | 10,36 | 23    | 0          |

#### Evolución de la deuda viva municipal

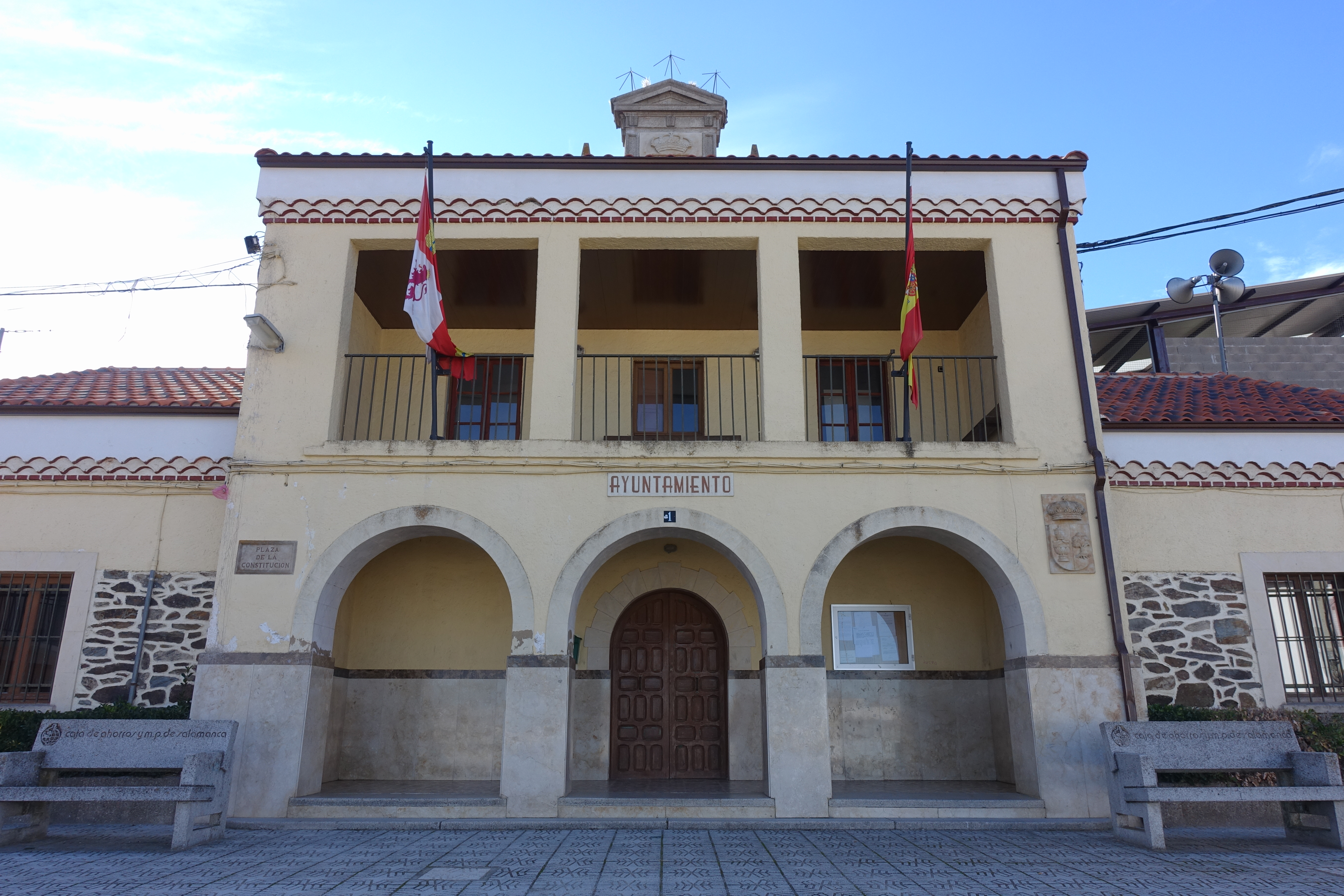
Casa consistorial

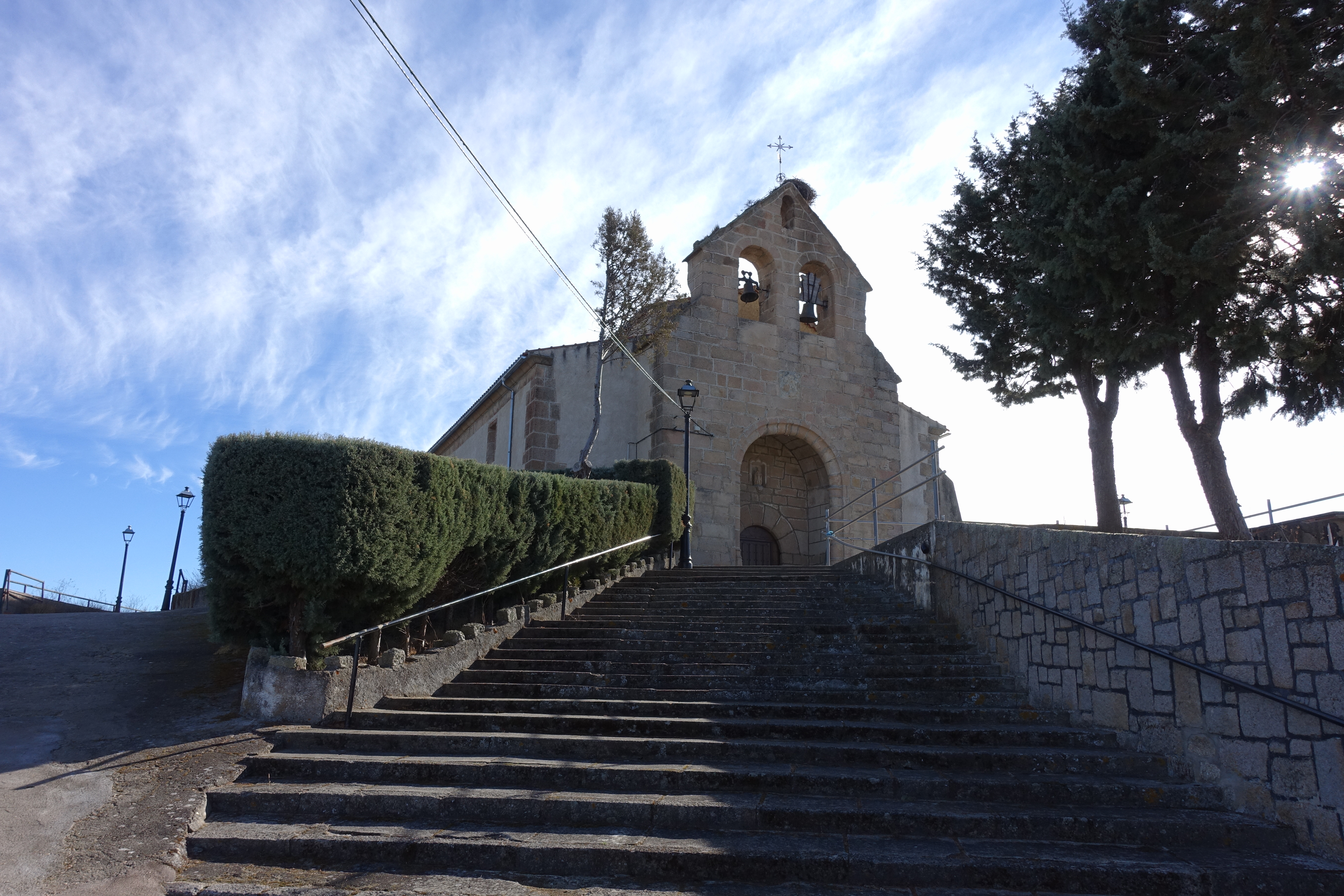
Iglesia de San Silvestre

El concepto de deuda viva contempla solo las deudas con cajas y bancos relativas a créditos financieros, valores de renta fija y préstamos o créditos transferidos a terceros, excluyéndose, por tanto, la deuda comercial.
Entre los años 2008 a 2017 este ayuntamiento no ha tenido deuda viva.